# Krupa (Obrovac)
Krupa je selo u Zadarskoj županiji. 

## Upravna organizacija
Upravnom organizacijom dijelom je Grada Obrovca.

## Stanovništvo
Prema popisu stanovništva iz 2011. godine Krupa je imala 127 stanovnika. 
Većina mladog stanovništva Krupe je nažalost odselila u inozemstvo, uglavnom u Njemačku.
Hrvati su 99.5% ukupnog stanovništva Krupe.
| broj stanovnika | 508   | 569   | 564   | 580   | 749   | 860   | 883   | 879   | 948   | 893   | 839   | 656   | 484   | 412   | 57    | 127   | 83    |
|                 | 1857. | 1869. | 1880. | 1890. | 1900. | 1910. | 1921. | 1931. | 1948. | 1953. | 1961. | 1971. | 1981. | 1991. | 2001. | 2011. | 2021. |